# Duccio

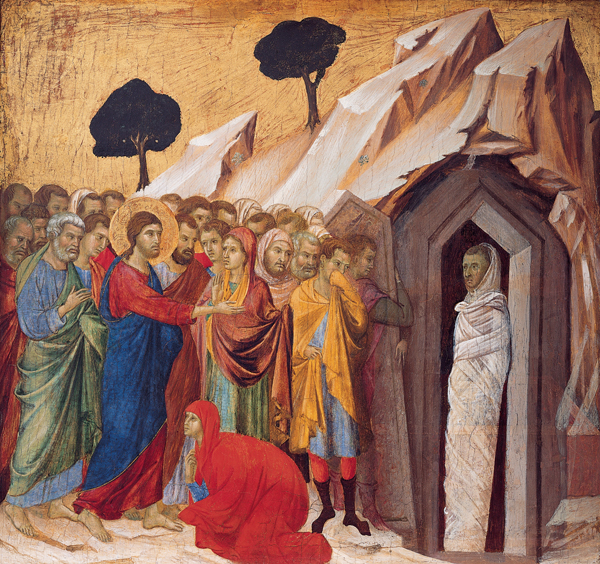
Resurrección de Lázaro, de 1310.

Duccio di Buoninsegna (c. 1255/1260, Siena - c. 1318/1319, Siena) fue probablemente el artista más influyente de Siena, Italia, de su tiempo. Se le considera como uno de los más influyentes en la formación del estilo gótico internacional. Primer pintor destacado de la escuela sienesa, fue también inspirador de otros miembros de la misma, como Simone Martini y los hermanos Ambrogio y Pietro Lorenzetti, entre otros.

## Obra
Su producción segura conservada, no muy abundante, incluye la Madonna Rucellai (1285) de Santa Maria Novella (ahora en los Uffizi, Florencia), y la Maestà (1308-1311) para la catedral de Siena, considerada como su obra maestra. Originalmente se llevaba en procesión por las calles de la ciudad. Significó un importante paso adelante en el estilo pictórico y en la narración de historias a través del arte visual. Esta gran obra, formada por múltiples imágenes, fue desmembrada en siglos posteriores y sus escenas menores se dispersaron por varios países.
Otras obras del artista se conservan en el Reino Unido, tanto en la National Gallery de Londres como en Hampton Court (Royal Collection de Isabel II).
El único ejemplo de Duccio en España es la tabla Cristo y la samaritana (Museo Thyssen-Bornemisza), que formó parte de la Maestà de Siena.
Entre sus obras perdidas destaca un retablo pintado para la capilla del Gobierno de los Nueve de la ciudad, situada en el Palacio Comunal. Recibió el pago por dicho trabajo en 1302.

## Obras conocidas

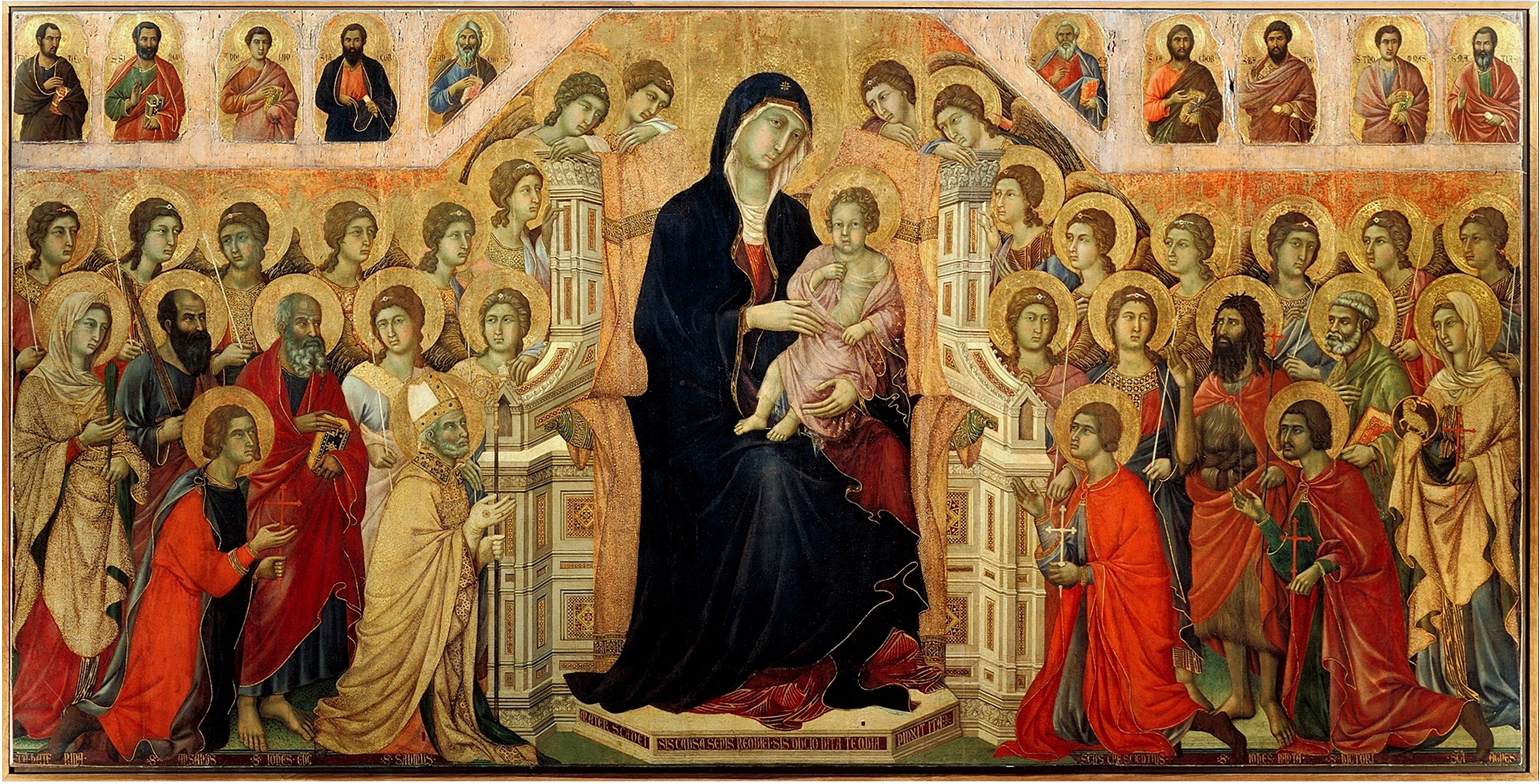
Maestà, Museo dell'Opera del Duomo, Siena.

- Madonna con Niño / Madonna con Bambino - Témpera y oro sobre tabla - Museo d'arte sacra della Val d'Arbia, Buonconvento, cerca de Siena.
- Madonna con Niño y dos ángeles / Madonna con Bambino e due angeli (c. 1280) - También conocida como la Madonna Crevole / Madonna di Crevole - Témpera y oro sobre madera - Museo dell'Opera Metropolitana del Duomo, Siena.
- Madonna con Niño entronizada y seis ángeles / Madonna con Bambino in trono e sei angeli (c. 1285) - También conocida como la Madonna Rucellai (atribuida erróneamente durante siglos a Cimabue)[2] - Témpera y oro sobre tabla - Galleria degli Uffizi, Florencia, Italia, en depósito de Santa Maria Novella, Florencia, Italia.
- Crucifijo / Crocifisso - Témpera sobre madera - Colección Odescalchi, Roma, primeramente en el Castello Orsini de Bracciano.
- Asunción, Sepultura y Coronación de la Virgen / Assunzione, Sepoltura e Incoronazione della Vergine (1287) - Vidriera de colores - Duomo, Siena.
- Madonna de los franciscanos / Madonna dei franciscani (c. 1300) - Témpera y oro sobre madera - Pinacoteca Nazionale, Siena.
- Maiestà (Madonna con Niño y seis ángeles / Madonna con Bambino e sei angeli) - Témpera y oro sobre madera - Kunstmuseum, Berna, Suiza.
- Madonna y Niño / Madonna con Bambino / Madonna Stroganoff - Témpera y oro sobre madera - Metropolitan Museum of Art, Nueva York (anteriormente en la colección Stoclet, Bruselas, Bélgica.)
- Madonna con Niño y seis Ángeles / Madonna con Bambino e sei angeli - Témpera y oro sobre tabla - Galleria nazionale dell'Umbria, Perugia, Italia.
- Políptico: Madonna con Niño con los santos Agustín, Pablo, Pedro, Domingo, cuatro ángeles y Cristo bendiciendo / Madonna con Bambino e con i santi Agostino, Paolo, Pietro, Domenico, quattro angeli e Cristo benedicente (c. 1305) - También conocido como Dossale n.º 28 - Témpera y oro sobre tabla - Pinacoteca Nazionale, Siena.
- Políptico n.º 47: Madonna y Niño con santos: Inés, Juan Evangelista, Juan el Bautista y María Magdalaena; diez patriarcas y profetas, con Cristop bendiciendo / Madonna con Bambino e con i santi Agnese, Giovanni Evangelista, Giovanni Battista e Maria Maddalena; dieci patriarchi e profeti, e Cristo benedicente - Témpera y oro sobre tabla - Pinacoteca Nazionale, Siena.
- La rendición del castillo de Giuncarico / La resa del castello di Giuncarico - Fresco - Palazzo pubblico, Siena.
- Maiestà con episodios de la Pasión de Cristo / Maiestà e Storie della Passione di Cristo - Témpera y oro sobre tabla - Duomo, Massa Marittima, Italia.

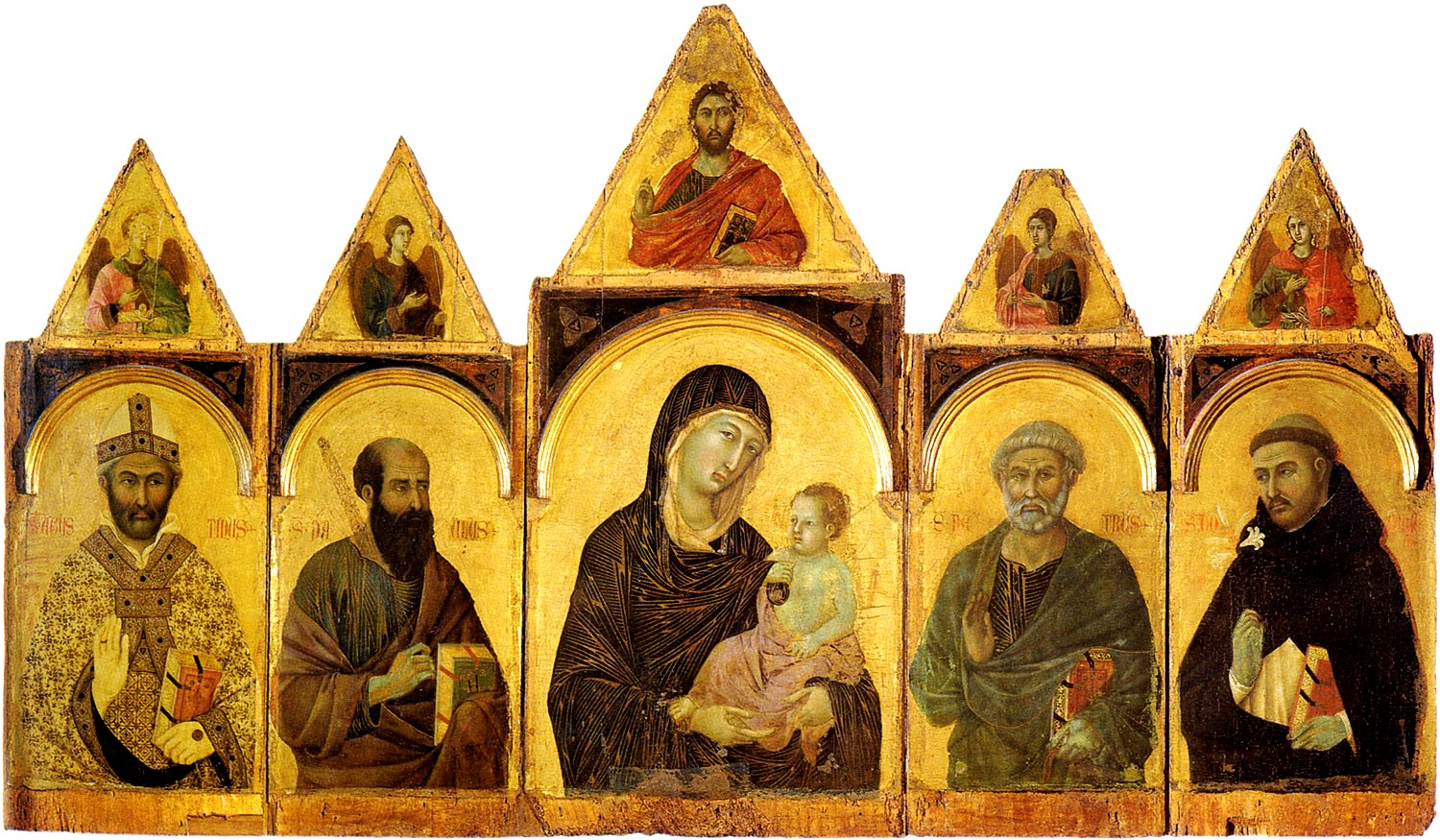
Pequeño tríptico: Madonna y Niño con cuatro santos.

- Pequeño tríptico: Flagelación de Cristo; Crucifixión con ángeles; Deposición en la tumba / Flagellazione di Cristo; Crocifissione; Deposizione nel Sepolcro - Témpera y oro sobre tabla - Società di Esecutori di Pie Deposizioni, Siena.
- Pequeño tríptico: Madonna y Niño con cuatro ángeles, los santos Domingo, Inés y siete profetas / Madonna con Bambino e con quattro angeli, i santi Domenico, Agnese, e sette profeti - Témpera y otro sobre tabla - National Gallery de Londres, Londres, Reino Unido.
- Retablo portátil: Crucifixión con Cristo bendiciendo; san Nicolás; san Gregorio / Crocifissione con Cristo benedicente; San Nicola; San Gregorio - Témpera y oro sobre tabla - Museum of Fine Arts, Boston, Massachusetts, EE. UU..
- Pequeño tríptico: Crucifixión con ángeles; Anunciación y Madonna con Niño y Ángeles; Stigmata de san Francisco con Madonna y Cristo entronizado / Crocifissione e angeli; Annunciazione e Madonna con Bambino e angeli; Stimmate di san Francesco e Madonna con Cristo in trono - Témpera y oro sobre tabla - Royal Collection, Hampton Court, cerca de Londres, Reino Unido.
- Maiestà (Madonna con Niño entronizada y veinte ángeles y diecinueve santos / Madonna con Bambino in trono e venti angeli e dicianove santi) - Témpera y oro sobre tabla - Museo dell'Opera della Metropolitana, Siena.
- Cristo y la Samaritana, tabla secundaria de la Maiestà de Siena. - Madrid, Museo Thyssen-Bornemisza.